# روچرو بونگی

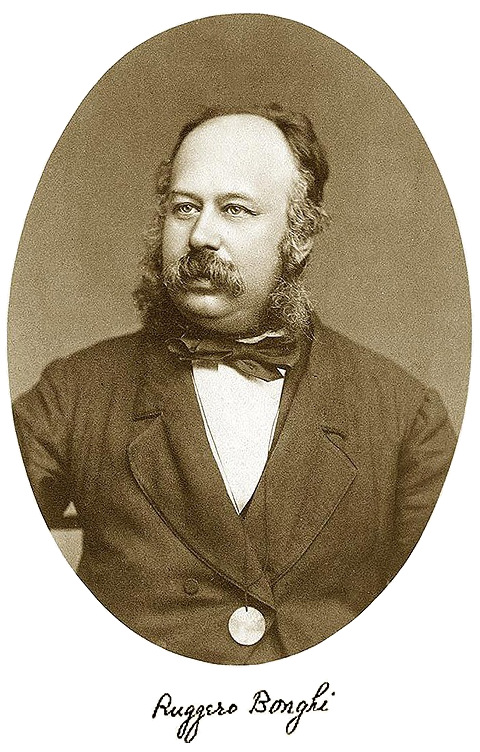
روچرو بونگی، حدود ۱۸۷۵

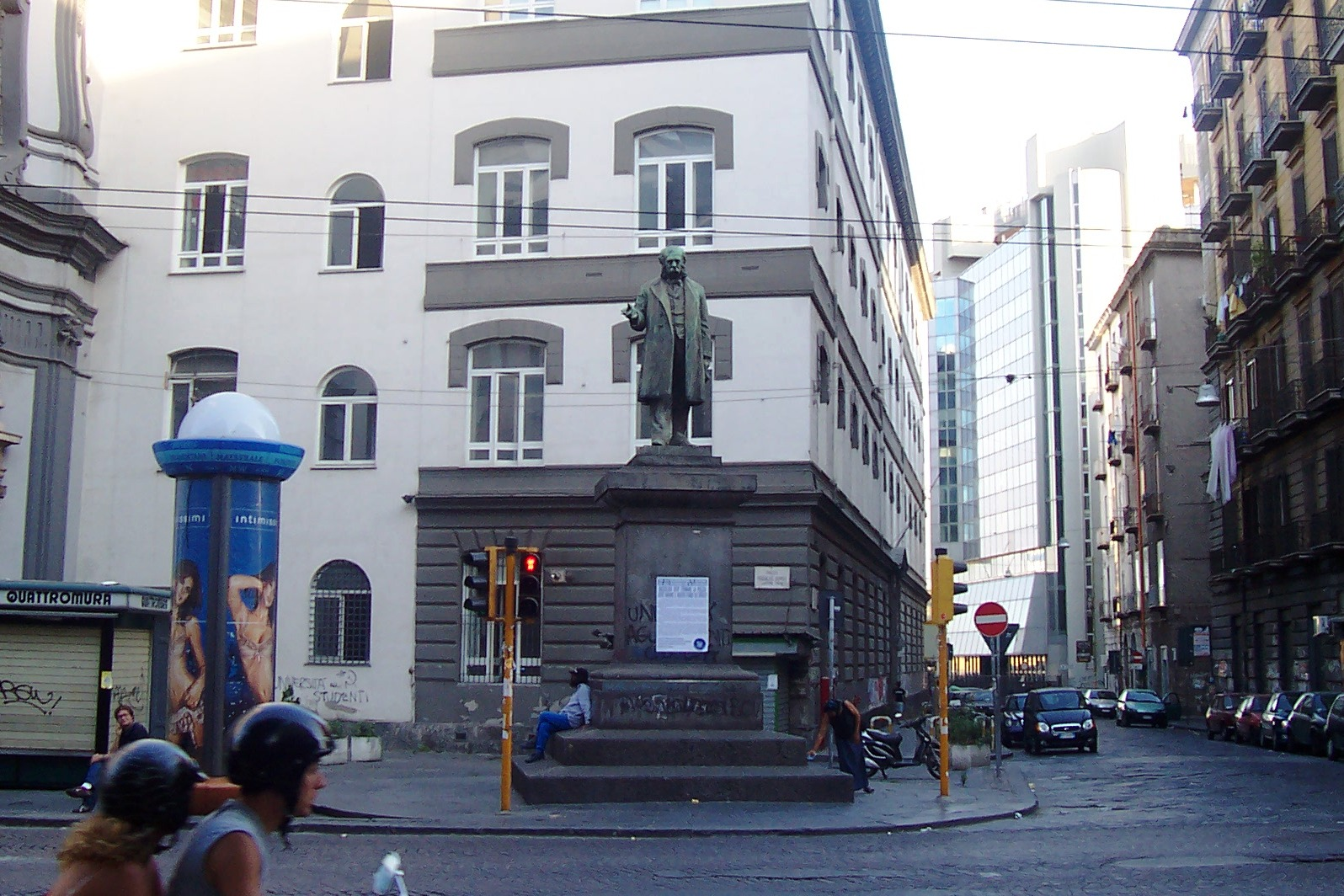
مجسمه برنزی روچرو بونگی

روچرو بونگی (به انگلیسی: Ruggero Bonghi)؛ (۲۰ مارس ۱۸۲۶ –۲۲ اکتبر ۱۸۹۵) محقق، نویسنده و سیاستمدار ایتالیایی بود.

## زندگی‌نامه
روچرو بونگی در ناپل به دنیا آمد و پس از بیوه شدن مادرش در سال ۱۸۴۰ با ساوریو بالداک‌کینی که تأثیر زیادی بر بونگی داشت، ازدواج کرد. در نتیجه جنبش در سال ۱۸۴۸ از شهر زادگاهش تبعید شد. او به توسکانی پناه برد و از آنجا مجبور شد به دلیل یک مقاله تند علیه دودمان بوربون به تورین فرار کند.
در تورین مطالعات فلسفی و ترجمه فلسفه افلاطون را از سر گرفت. اما در سال ۱۸۵۸ از دریافت کرسی استادی زبان یونانی در پاویا، تحت حکومت اتریش، امتناع کرد ولی در سال ۱۸۵۹ پس آزادی از لمباردی، آن را از دولت ایتالیا پذیرفت.
در سال ۱۸۶۰ با حزب کاوور با کار جوزپه گاریبالدی، فرانچسکو کریسپی و آگوستینو برتانی در ناپل مخالفت کرد.
او که در سال ۱۸۷۳ به عنوان وزیر آموزش عمومی منصوب شد، با شور و شوق فراوان نظام آموزشی ایتالیا را اصلاح کرد، امتیازات دانشگاه ناپل را لغو کرد، کتابخانه ویتوریو امانوئله را در رم تأسیس کرد و از تأسیس یک دانشگاه کاتولیک در پایتخت جلوگیری کرد. پس از سقوط جناح راست از قدرت، در سال ۱۸۷۶ او به اپوزیسیون پیوست و با شور و نشاط خاص خود، به مدت دو ماه بحث در مورد لایحه اصلاحات دانشگاه باچلی را ادامه داد و به تنهایی رد آن را تضمین کرد. او که منتقد سرسخت اومبرتوی یکم در سال ۱۸۹۳ از دربار اخراج شد و تنها اندکی قبل از مرگش توانست دوباره به دادگاه راه یابد.
در سیاست خارجی، او به عنوان یک فرانسه‌دوست، با اتحاد سه‌گانه مخالفت کرد و نقش قابل توجهی در سازماندهی کنفرانس صلح بین پارلمانی ایفا نمود.